# Liste des œuvres de Giovanni Pierluigi da Palestrina

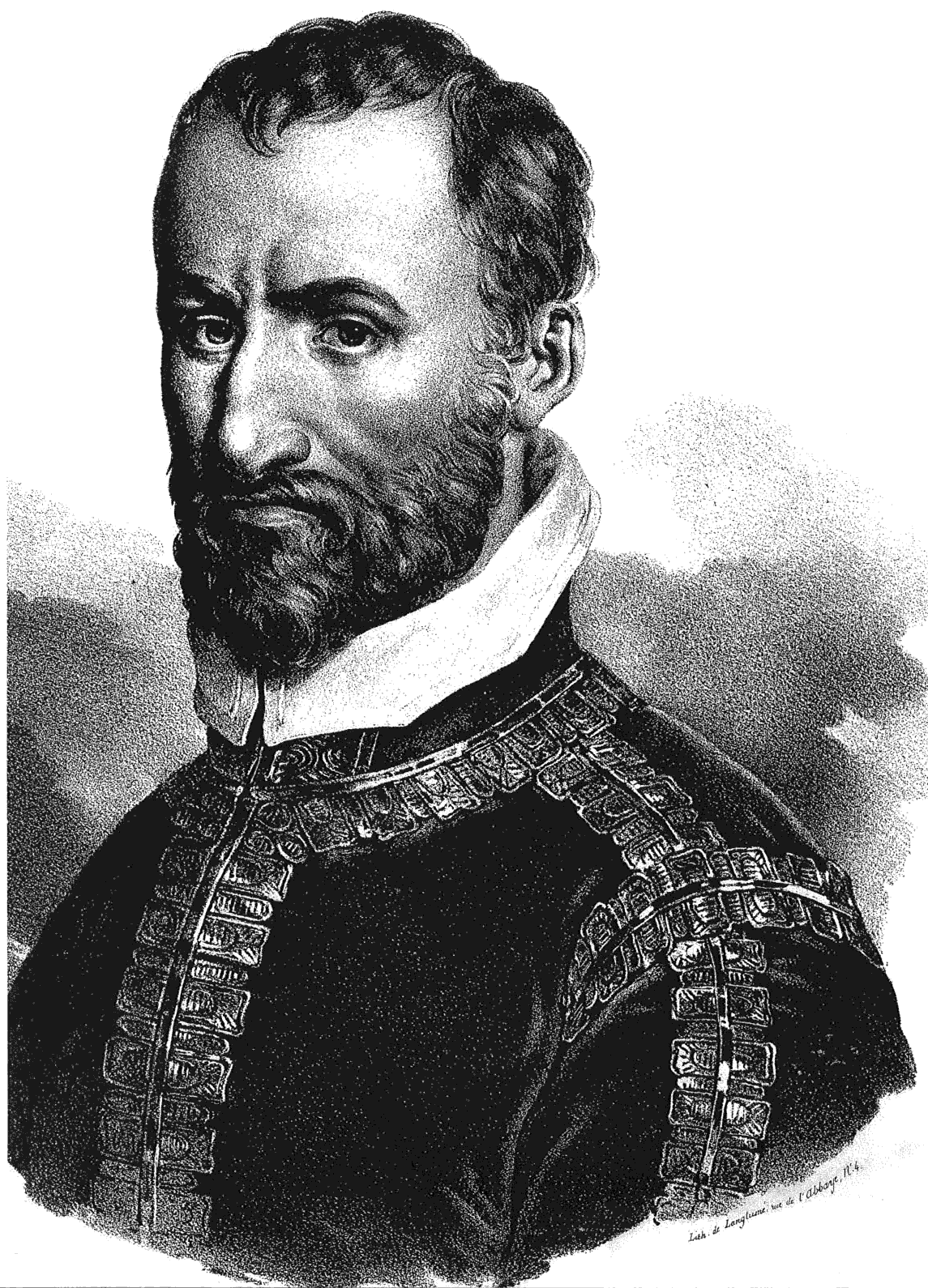
Giovanni Pierluigi da Palestrina, lithographie de Henri-Joseph Hesse.

Ceci est une liste des compositions de Giovanni Pierluigi da Palestrina, classées par genre. Le volume (entre parenthèses pour les motets) fait référence à l'édition complète de Breitkopf & Härtel dans laquelle l'œuvre peut être trouvée. Six des volumes, comprenant des messes, certains de ses motets et d'autres travaux, ont été publiés tels quels au cours de la vie de Palestrina. D'autres ont été recueillis plus tard, à partir de livres de cœur papaux et d'autres sources. Les dates de la plupart des œuvres sont inconnues, à l'exception de celles qui ont été composées dans le cadre de certaines célébrations. Parmi les travaux publiés au cours de la vie de Palestrina, beaucoup ont été composés beaucoup plus tôt que la date de leur publication, et parmi les autres un grand nombre est resté inédit jusqu'au XIXe siècle.
Les 32 volumes des œuvres complètes de Palestrina ont été publiés par Breitkopf & Härtel entre 1862 et 1907. Les volumes des messes gardent l'ordre des volumes d'œuvres déjà publiés (le volume 10 des Collected Works correspond au premier livre des messes, et ainsi de suite). Certaines des œuvres contenues dans les trois derniers volumes (30 à 32) sont considérées comme fausses ou douteuses.

## Messes
| Titre                                           | Voix | Volume | Mode                     | Type                               | Source du thème                                                                             | Année     |
| ----------------------------------------------- | ---- | ------ | ------------------------ | ---------------------------------- | ------------------------------------------------------------------------------------------- | --------- |
| Missa Ad coenam Agni                            | 5    | 10     |                          |                                    | Hymne de Pâques                                                                             |           |
| Missa ad fugam                                  | 4    | 11     |                          |                                    |                                                                                             |           |
| Missa Aeterna Christi munera                    | 4    | 14     | Ionien transposé         | Cantus firmus                      | Hymne des matines sur les jours de l'apôtre et de l'évangéliste                             | 1590      |
| Missa Alma Redemptoris                          | 6    | 20     | Ionien transposé         |                                    | antiphonie de l’avant                                                                       |           |
| Missa Ascendo ad Patrem                         | 5    | 21     |                          |                                    |                                                                                             |           |
| Missa Aspice Domine                             | 5    | 11     | Dorien                   |                                    | troisième réponse du premier samedi de novembre                                             |           |
| Missa Assumpta est Maria                        | 6    | 23     | Mixolydien               |                                    |                                                                                             |           |
| Missa Ave Maria                                 | 4    | 16     | Dorien transposé         |                                    | Ave Maria, seconde antiphonie habituelle de l'Annonciation                                  |           |
| Missa Ave Maria                                 | 6    | 15     | Ionien transposé         | Cantus firmus                      | same                                                                                        |           |
| Missa Ave Regina coelorum                       | 4    | 18     | Hypoionien               |                                    | Ave Regina Cælorum, antiphonie mariale                                                      |           |
| Missa Beatus Laurentius                         | 5    | 23     | Hypomixolydien transposé |                                    | motet de Palestrina                                                                         |           |
| Missa Benedicta es                              | 6    |        |                          |                                    |                                                                                             |           |
| Missa Brevis                                    | 4    | 12     | Ionien transposé         |                                    | Missa Audi filia de Claude Goudimel                                                         |           |
| Missa Confitebor tibi Domine                    | 8    | 22     | Dorien transposé         |                                    | motet à huit voix                                                                           |           |
| Missa de beata Marie Virginis (I)               | 5    |        |                          |                                    |                                                                                             |           |
| Missa de beata Marie Virginis (II)              | 5    |        |                          |                                    |                                                                                             |           |
| Missa de beata Marie Virginis (III)             | 5    |        |                          |                                    |                                                                                             |           |
| Missa de beata Virgine                          | 4    | 11     | divers                   |                                    | Plain-chant                                                                                 |           |
| Missa de beata Virgine (vel dominicalis)        | 6    | 12     | divers                   |                                    | Plain-chant, y compris les tropes                                                           |           |
| Missa de feria                                  | 4    | 12     | Phrygien                 |                                    | Plain-chant                                                                                 |           |
| Missa Descendit angelus Domini                  | 4    | 20     | Ionien transposé         |                                    | Motet de Hilaire Penet                                                                      |           |
| Missa Dies sanctificatus                        | 4    | 15     | Mixolydien               |                                    | motet de Palestrina en quatre parties                                                       |           |
| Missa Dilexi quoniam                            | 5    | 15     | Mixolydien               |                                    |                                                                                             |           |
| Missa Dum complerentur                          | 6    | 17     | Ionien transposé         |                                    | Motet du même nom                                                                           |           |
| Missa Dum esset summus pontifex                 | 4    | 17     | Dorien                   |                                    | antiphonie du Magnifcat pour les secondes Vêpres                                            |           |
| Missa Ecce ego Joannes                          | 6    | 24     |                          |                                    |                                                                                             |           |
| Missa Ecce sacerdos magnus                      | 4    | 10     | Mixolydien               | Cantus firmus                      | antiphonie chorale dans Missa de Confessore Pontifice                                       |           |
| Missa Emendemus                                 | 4    | 16     | Hypodorien               |                                    | Similaire à la Missa Sine nomine du volume 15 ; ou motet de Spaniard Gabriel Calvez (perdu) |           |
| Missa Fratres ego enim accepi                   | 8    | 22     | Dorien transposé         |                                    | motet à huit voix                                                                           |           |
| Missa Gabriel archangelus                       | 4    | 10     | Dorien transposé         | Parodie                            | Motet de Philippe Verdelot                                                                  |           |
| Missa Già fu chi m'ebbe cara                    | 4    | 19     |                          |                                    | Madrigal                                                                                    |           |
| Missa Hodie Christus natus est                  | 8    | 22     | Mixolydien               |                                    | Christmas motet                                                                             |           |
| Missa Illumina oculos meos                      | 6    | 19     |                          |                                    |                                                                                             |           |
| Missa In illo tempore                           | 4    | 19     | Dorien                   |                                    | Motet                                                                                       |           |
| Missa In duplicibus minoribus (I)               | 5    |        |                          |                                    |                                                                                             |           |
| Missa In duplicibus minoribus (II)              | 5    |        |                          |                                    |                                                                                             |           |
| Missa In festis Apostolorum (I)                 | 5    |        |                          |                                    |                                                                                             |           |
| Missa In festis Apostolorum (II)                | 5    |        |                          |                                    |                                                                                             |           |
| Missa In illo tempore                           | 4    |        |                          |                                    |                                                                                             |           |
| Missa In majoribus duplicibus                   | 4    | 23     | divers                   |                                    | Plain-chant                                                                                 |           |
| Missa In minoribus duplicibus                   | 4    | 23     | divers                   |                                    | Plain-chant                                                                                 |           |
| Missa In semiduplicibus majoribus (I)           | 5    |        |                          |                                    |                                                                                             |           |
| Missa In semiduplicibus majoribus (II)          | 5    |        |                          |                                    |                                                                                             |           |
| Missa In te Domine speravi                      | 4    | 15     | Dorien                   |                                    | Offertory for first Tuesday in Lent                                                         |           |
| Missa In te Domine speravi                      | 6    | 18     | Ionien                   |                                    | Mélodie grégorienne de l'hymne de saint Ambroise                                            |           |
| Missa Inviolata                                 | 4    | 11     | Hypolydien transposé     |                                    | Mélodie de l'office pour l'Avant                                                            |           |
| Missa Iste confessor                            | 4    | 14     | Hypodorien               | Cantus firmus                      | Hymne latin                                                                                 |           |
| Missa Jam Christus astra ascenderat             | 4    | 14     | Dorien transposé         | Cantus firmus                      | Hymne de l’Ascension                                                                        |           |
| Missa Je suis desheritee                        | 4    |        |                          |                                    |                                                                                             |           |
| Missa L'Homme armé                              | 5    | 12     | Hypomyxolydien           | Cantus firmus                      | L'Homme armé (chanson profane)                                                              |           |
| Missa Laudate Dominum omnes gentes              | 8    | 22     | Dorien transposé         |                                    | motet de Palestrina                                                                         |           |
| Missa Memor esto                                | 5    | 17     |                          |                                    | Motet avec un titre similaire                                                               |           |
| Missa Nasce la gioia mia                        | 6    | 14     | Dorien transposé         |                                    | Madrigal de Gio. Leonardo Primavera dell' Arpa                                              |           |
| Missa Nigra sum                                 | 5    | 14     | Hypoaeolien transposé    | Parodie                            | « Nigra Sum », motet de Jean l'Héritier                                                     |           |
| Missa O admirabile commercium                   | 5    | 17     | Mixolydien               |                                    | motet de Palestrina, des premières antiphonies des Vêpres pour l'octave de Noël             |           |
| Missa O Regem Coeli                             | 4    | 10     |                          | Parodie                            | Réponse pour l'octave de Noël et motet d'Andreas de Silva                                   |           |
| Missa O Rex gloriae                             | 4    | 21     | Hypodorien transposé     |                                    | motet de Palestrina                                                                         |           |
| Missa O sacrum convivium                        | 5    | 23     | Ionien                   |                                    | motet de Palestrina                                                                         |           |
| Missa O Virgo simul et Mater                    | 5    | 19     |                          |                                    | Motet                                                                                       |           |
| Missa octavi toni                               | 6    | 20     | Hypomixolydien           | Cantus firmus                      |                                                                                             |           |
| Missa Panem nostrum                             | 5    | 24     | Hypodorien               |                                    | motet de Palestrina, basé sur un plain-chant                                                |           |
| Missa Panis quem ego dabo                       | 4    | 14     | Hypodorien               |                                    | Motet de Johannes Lupus et un autre de Jachet                                               |           |
| Missa Papae Marcelli                            | 6    | 11     | Hypoionien (Mixolydien)  |                                    | plain-chant                                                                                 | 1562      |
| Missa Pater noster                              | 4    | 24     | Hypodorien               |                                    | motet de Palestrina, basé sur le plain-chant                                                |           |
| Missa Petra sancta                              | 5    | 19     | Mode éolien              | Parodie                            | Palestrina's madrigal "Io son ferito"                                                       |           |
| Missa prima (Eripe me de inimicis)              | 5    | 13     | Dorien                   | Cantus firmus                      | Versets pour le 9e dimanche après la Pentecôte                                              |           |
| Missa prima (Lauda Sion)                        | 4    | 13     | Hypomixolydien           |                                    | Lauda Sion, séquence pour la Fête-Dieu                                                      |           |
| Missa primi toni (Io mi son giovinetta)         | 4    | 12     | Dorien transposé         | Parodie                            | Madrigal de Domenico Ferrabosco                                                             |           |
| Missa Pro defunctis                             | 5    | 10     | divers                   |                                    |                                                                                             |           |
| Missa Qual è il più grand' amor?                | 5    | 21     | Hypoionien transposé     |                                    | Madrigal de Cypriano de Rore?                                                               |           |
| Missa Quam pulchra es                           | 4    | 15     | Ionien                   |                                    | Thème de J. Lupus                                                                           |           |
| Missa Quando lieta sperai                       | 5    | 20     | Mode éolien              |                                    | Madrigal de Cypriano de Rore                                                                |           |
| Missa quarta                                    | 4    | 13     | Dorien                   | Cantus firmus                      | L'homme armé, chanson profane                                                               |           |
| Missa Quem dicunt homines                       | 4    | 17     | Hypomixolydien           |                                    | Motet de Jean Richafort                                                                     |           |
| Missa quinti toni                               | 6    | 19     | Lydien (Ionien)          |                                    |                                                                                             |           |
| Missa Regina coeli                              | 5    | 20     | Ionien transposé         |                                    | antienne de Pâques                                                                          |           |
| Missa Regina coeli                              | 4    | 21     | Hypoionien transposé     |                                    | antienne de Pâques                                                                          |           |
| Missa Repleatur os meum                         | 5    | 12     | Phrygien                 |                                    | responsorium pour le jeudi de la deuxième semaine de l'Epiphanie et un motet de Jachet      |           |
| Missa Sacerdos et Pontifex                      | 5    | 16     | Hypodorien               |                                    | Magnificat Commune Conf. Pont. Mode II                                                      |           |
| Missa Sacerdotes Domini                         | 6    | 17     | Hypomixolydien           | Triple canon                       |                                                                                             |           |
| Missa Salve Regina                              | 5    | 24     |                          | Leading motive (not cantus firmus) | Salve Regina, Marian antiphon                                                               |           |
| Missa Salvum me fac                             | 5    | 11     | Dorien transposé         |                                    | 5e responsorium pour les matines du dimanche des Rameaux et un motet de Jachet              |           |
| Missa Sanctorum meritis                         | 4    | 16     | Phrygien                 |                                    | Hymne                                                                                       |           |
| Missa secunda                                   | 5    | 13     | Dorien transposé         |                                    | Inconnu                                                                                     |           |
| Missa secunda (primi toni)                      | 4    | 13     | Dorien transposé         |                                    | Inconnu                                                                                     |           |
| Missa Sicut lilium inter spinas                 | 5    | 14     | Éolien transposé         | Parodie                            | motet de Palestrina                                                                         |           |
| Missa sine nomine                               | 4    | 11     | Hypophrygien             |                                    | Inconnu                                                                                     |           |
| Missa sine nomine                               | 4    | 15     |                          |                                    | Messe de Jean Maillard d'après son propre thème « Je suis deshéritée »                      |           |
| Missa sine nomine                               | 5    | 18     | Dorien                   | canon                              |                                                                                             |           |
| Missa sine nomine                               | 6    | 10     | Phrygien transposé       |                                    | Inconnu                                                                                     |           |
| Missa sine titulo                               | 5    | 30     |                          |                                    |                                                                                             |           |
| Missa sine titulo                               | 6    | 24     | Hypomixolydien           |                                    | Messe de Roland de Lassus ou motet] « Benedicta » de Josquin des Prés                       |           |
| Missa sine titulo                               | 6    | 32     |                          |                                    |                                                                                             |           |
| Missa Spem in alium                             | 4    | 12     | Mode éolien              |                                    | Première nocturne pour le 5e dimanche de septembre et un motet de Jachet                    |           |
| Missa Te Deum laudamus                          | 6    | 18     | Phrygien                 |                                    | Plain-chant                                                                                 |           |
| Missa tertia (Jesu, nostra redemptio)           | 4    | 13     | Hypophrygien             |                                    | Hymne pour la Pentecôte                                                                     |           |
| Missa tertia (O magnum mysterium)               | 5    | 13     | Hypophrygien             |                                    | motet de Palestrina sur O magnum mysterium                                                  |           |
| Missa Tu es pastor ovium                        | 5    | 16     | Dorien                   |                                    | Motet, from plainsong of Magnificat from Festival of St. Peter                              | 1585      |
| Missa Tu es Petrus                              | 6    | 21     | Mixolydien               |                                    | 5th antiphon at Vespers on the Feast of S. Peter and Paul                                   |           |
| Missa Tu es Petrus                              | 6    | 24     | Mixolydien               |                                    | Seconde partie du motet du même nom                                                         |           |
| Missa Ut, Re, Mi, Fa, Sol, La (Messe hexacorde) | 6    | 12     | Ionien                   | Cantus firmus                      | hexachorde guidonien                                                                        | 1561-1562 |
| Missa Creator Spiritus                          | 6    | 23     | Mixolydien               | Cyclique                           | Veni Creator Spiritus, hymne de la pentecôte                                                |           |
| Missa Veni Sancte Spiritus                      | 5    |        |                          |                                    |                                                                                             |           |
| Missa Veni sponsa Christi                       | 4    | 18     |                          |                                    | motet de Palestrina, basé sur un plain-chant                                                |           |
| Missa Vestiva i colli                           | 5    | 18     | Dorien                   |                                    | Madrigal, peut-être aussi la séquence de Pâques Victimæ paschali laudes                     |           |
| Missa Viri Galilaei                             | 6    | 21     | Dorien transposé         |                                    | motet de Palestrina                                                                         |           |
| Missa Virtute magna                             | 4    | 10     | Mixolydien               | Parodie                            | response de la semaine de Pâques et un motet d'Andrea de Salva                              |           |

## Motets

### Quatre voix
- Ad Dominum cum tribularer. La flèche potentis (5)
- Adoramus te, Christe (5)
- Ad te levavi oculos meos. Miserere nostri Domine (5)
- Alma Redemptoris Mater (5)[1]
- Ascendens Christus in altum (7)
- Ave Maria gratia plena (5)
- Ave Regina caelorum. Gaude gloriosa (5)
- Beatus Laurentius (5)
- Beatus vir qui suffert (5)
- Benedicta sit sancta Trinitas (5)
- Benedictus Dominus Deus (30)
- Confitemini Domino (5)
- Congratulamini mihi omnes (4)
- Deus, qui animae famuli tui Gregorii (7)
- Dies sanctificatus (5)
- Médecin de bonus (5)
- Domine quando veneris. Commissa mea (5)
- Domine, secundum actum meum (7)
- Dum aurora finem daret (5)
- Ecce nunc benedicite Dominum (5)
- Ecce nunc benedicite Dominum (7)
- Ego sum panis vivus (5)
- Domine Exaudi (5)
- Fuit homo missus a Deo (5)
- Fundamenta ejus. Numquid Sion dicet (5)
- Gaude Barbara beata (7)
- Gaudent dans coelis (5)
- Gloriosi principes (5)
- Haec dies quam fecit (5)
- Uhe mihi Domine. Anima mea turbata (5)
- Hic est vere martyr (5)
- Hodie beata virgo Maria (5)
- In diebus illis (5)
- Innocentes pro Christo infantes (7)
- Iste hne qui ante Deum (5)
- Isti sunt viri sancti (5)
- Jésus junxit se discipulis (5)
- Lapidabant Stephanum (5)
- Lauda Sion Salvatorem (5)
- Loquebantur variis linguis (5)
- Magnus haereditatis mysterium (5)
- Magnus sanctus Paulus (5)
- Miserere mei Deus (30)
- Missa Hérode spiculatore (5)
- Nativitatis tua (5)
- Ne recorderis peccata mea, Domine (7)
- Nos autem gloriari (5)
- O quam suavis est (30)
- O quantus luctus (5)
- O Rex gloriae (5)
- Princeps gloriosissime Michael Archangele (7)
- Pueri Hebraeorum (5)
- Quae hne ista (5)
- Quam pulchri sunt (5)
- Quia vidisti moi Thoma (5)
- Salvator mundi salva nos (5)
- Salve Regina. Eia ergo " advocata nostra (5)
- Sicut cervus desiderat. Sitivit anima mea (5)
- Sub tuum praesidium (5)
- Super flumina Babylonis (5)
- Surge, propera amica mea (5)
- Surrexit pastor bonus (5)
- Tollite jugum meum (5)
- Tribus miraculis (5)
- Tu es pastor ovium (5)
- Valde honorandus est (5)
- Veni sponsa Christi (5)

### Cinq voix
Celles marquées d'un astérisque forme d'un cycle de 29 les paramètres de la Canticum Canticorum.
- Adjuro vos, filiae Hierusalem* (4)
- Aegypte noli flere (4)
- Alléluia! tulerunt Dominum (1)
- Angelus Domini descendit de coelo. Et introeuntes dans monumentum (3)
- Apparuit caro suo (4)
- Ardens hne cor meum (4)
- Ascendo ad patrem meum. Ego rogabo patrem (2)
- Ave Maria (3)
- Ave Regina coelorum (4)
- Ave Trinitatis sanctuarium (4)
- Beatae Mariae Magdalenae (1)
- Beatus Laurentius orabat (1)
- Canite tuba à Sion. Rorate coeli (2)
- Cantantibus organis. Biduanis ac triduanis (3)
- Caput ejus aurum optimale* (4)
- Caro mea vere hne cibus (3)
- Coenantibus illis accepit Jésus (2)
- Congrégation, Domine. Afflige opprimentes la nsa (3)
- Corona aurea. Domine praevenisti eum (2)
- Crucem sanctam subiit (1)
- Cum pervenisset beatus Andreas (1)
- Derelinquat implus viam (2)
- Descendi en hortum meum* (4)
- Deus qui dedisti legem (1)
- Dilectus meus descendit dans hortum suum* (4)
- Dilectus meus mihi et ego illi* (4)
- Domine Deus, qui conteris. Tu Domine (3))
- Domine, secundum actum meum (4)
- Dominus Jésus dans qua nocte (2)
- Duo ubera tua* (4)
- Pepe merces sanctorum (4)
- Ecce tu pulcher es, dilecte mi* (4)
- Ego sum panis vivus. Panis quem ego dabo (1)
- Exi cito dans plateas (2)
- Exsultate Deo (4)
- Faisceau myrrhae* (4)
- Fuit homo missus a Deo. Erat Joannes in deserto (3)
- Gaude Barbara beata. Gaude quia meruisti (2)
- Gaude gloriosa (4)
- Guttur tuum sicut* (4)
- Hic est discipulus ille (1)
- Hodie nata hne beata Virgo (1)
- Homo quidam fuit (2)
- Inclytae sanctae virginis Catherinae (3)
- In illo tempore egressus (2)
- Introduxit me rex dans cellam* (4)
- Jubilate Deo omnis terra. Laudate nomen ejus (3)
- Laetus Hyperboream. O patruo pariterque (4)
- Laeva ejus sous capite meo* (4)
- Lapidabant Stephanum (1)
- Manifeste vobis veritatem. Pax vobis, noli timere (3)
- Mémorables esto verbi tui servo tuo (2)
- Nigra sum, sed formosa* (4)
- O admirabile commercium (1)
- O Antoni eremita (1)
- O beata et gloriosa Trinitas. O vera summa sempiterna Trinitas (1)
- O beatum pontificem (1)
- O beatum virum (1)
- O lux et decus. O singulare praesidium (3)
- Omnipotens sempiterne Deus (3)
- O quam metuendus (3)
- Orietur stella (4)
- O sacrum convivium (2)
- O sancte praesul Nicolae. Gaude praesul optime (3)
- Osculetur me osculo oris sui* (4)
- O Vierge simul et Mater (2)
- Parce mihi Domine. Peccavi, peccavi (4)
- Pater noster (3)
- Paucitas dierum meorum. Manus tuae Domine (4)
- Peccantem moi quotidie (2)
- Puer qui natus est (1)
- Pulchra es amica mea* (4)
- Pulchra sunt genae tuae* (4)
- Quae hne ista* (4)
- Quam pulchra es et quam decora* (4)
- Quam pulchri sunt gressus (1)
- Quam pulchri sunt gressus tui* (4)
- Quid habes Hester. Vidi te Domine (3)
- Quodcumque ligaveris (6)
- Rex Melchior (4)
- Salve Regina. Eia ergo " advocata (4)
- Sancte Paule apostole (1)
- Sanctificavit Dominus (3)
- Senex puerum portabat. Hodie beata virgo Maria (1)
- Sic Deus dilexit mundum (4)
- Sicut lilium inter spinas (1)
- Sicut lilium inter spinas* (4)
- Si ignoras te, o pulchra inter mulieres* (4)
- Stella quam viderant mages (1)
- Surgam et circuibo civitatem* (4)
- Poussée amica mea, speciosa mea* (4)
- Poussée Petre (4)
- Surge, propera amica mea* (4)
- Poussée sancte Dei. Ambula sancte Dei (4)
- Prière: "verbum virgo Maria. Paries quidem filium (1)
- Tempus est, ut revertar. Nisi ego abiero (4)
- Tota pulchra es, amica mea* (4)
- Tradent enim vos (3)
- Trahe m'post te* (4)
- Tribulationes civitatum. Peccavimus (4)
- Tu es pastor ovium (6)
- Unus ex duobus (1)
- Venit Michael Archangelus (1)
- Veni, veni dilecte m'* (4)
- Videns secundus (4)
- Vineam meam non custodivi* (4)
- Vox dilecti mei* (4)
- Vulnerasti cor meum* (4)

### Six voix
- Accepit Jésus calicem (3)
- Assumpta est Maria (6)
- Beata Barbara. Gloriosam mortem (2)
- Cantabo Domino dans la vita mea. Deficiant peccatores (2)
- Columna es immobilis (3)
- Congratulamini mihi
- Cum autem esset Stephanus (6)
- Cum inducerent puerum Jesum (6)
- Cum ortus fuerit (3)
- Deus qui ecclesiam tuam (3)
- Dum complerentur meurt pentecostes. Dum ergo essent in unum discipuli (1)
- Eia ergo, " advocata nostra (7)
- Haec dies, quam fecit Dominus (3)
- Hic est beatissimus Evangelista (6)
- Hic est discipulus ille (6)
- Hierusalem, cito veniet salus tua. Ego enim sum Dominus (2)
- Judica me, Deus, et discerne (3)
- O bone Jesu (3)
- O Domine Jesu Christe (1)
- O magnum mysterium. Quem vidistis pastores (1)
- Positis autem genibus (6)
- Pulchra es, o Maria virgo (1)
- Quae hne ista (6)
- Responsum accepit Siméon (6)
- Rex pacificus (3)
- Salve Regina, mater misericordiae (7)
- Sancta et immaculata Virginitas. Benedicta tu (2)
- Résoudre jubente Deo. Quodcunque ligaveris (1)
- Susanna ab improbis. Postquam autem (3)
- Tradent enim vos de conciliis (6)
- Tribularer si nescirem. Secundum multitudinem dolorum (2)
- Tu es Petrus. Quodcunque ligaveris (2)
- Veni Domine, et ne tardare. Excita Domine (2)
- Vidi turbam magnam. Et omnes angeli stabant (1)
- Viri Galilaei quid des statis. Ascendit Deus dans jubilatione (1)

### Sept voix
- Tu es Petrus (1)
- Virgo prudentissima. Maria virgo (1)

### Huit voix
- Alma Redemptoris Mater (6)
- Alma Redemptoris Mater (7)
- Apparuit gratia Dei (7)
- Ave Maria, gratia plena (6)
- Ave mundi spes, Maria (6)
- Ave Regina coelorum (3)
- Ave Regina coelorum (7)
- Beata es virgo Maria (6)
- Caro mea vere hne cibus (6)
- Confitebor tibi Domine. Notes facite dans populis (2)
- Congratulamini mihi onmes (7)
- Dies sanctificatus illuxit nobis (7)
- Disciplinam et sapiéntiam docuit (6)
- Domine in virtute tua. Magna hne gloria ejus (2)
- Pepe veniet dies illa (7)
- Etenim Pascha nostrum (6)
- Et increpavit eos dicens (6)
- Expurgate vetus fermentum (6)
- Fili, non te odorantes labores (7)
- Fratres, ego enim accepi (6)
- Haec dies, quam fecit Dominus (7)
- Haec hne meurt praeclara (7)
- Hic est panis (6)
- Hodie Christus natus est (3)
- Hodie gloriosa semper virgo Maria (6)
- Jésus junxit se discipulis (6)
- Jubilate Deo (3)
- Lauda Sion Salvatorem (3)
- Lauda Sion Salvatorem (7)
- Laudate Dominum in sanctis (30)
- Laudate Dominum omnes gentes (2)
- Laudate pueri Dominum. Quis sicut Dominus Deus (2)
- Magnus sanctus Paulus (7)
- Nunc dimittis servum tuum (7)
- O admirabile commercium (7)
- O bone Jesu, exaudi me (6)
- O Domine Jesu Christe (6)
- Omnes gentes plaudite (7)
- O pretiosum et admirandum convivium (7)
- O quam suavis est, Domine, spiritus tuus (6)
- Pater noster, qui es in coelis (6)
- Regina coeli, laetare (6)
- Regina mundi, hodie (6)
- Salve Regina, mater misericordiae (6)
- Sancte Paule Apostole (7)
- Spiritus Sanctus replevit (6)
- Stabat Mater dolorosa (6)
- Sub tuum praesidium (6)
- Poussée illuminare Hierusalem (3). Et ambulabant gentes dans lumine (6)
- Surrexit pastor bonus (6)
- Tria sunt munera pretiosa (7)
- Veni Sancte Spiritus (3)
- Veni Sancte Spiritus (7)
- Victimae Paschali laudes (7)
- Videntes stellam Mages (7)
- Vos amici mei estis (30)

### Douze voix
- Pepe hunc benedicite Dominum (7)
- Laudate Dominum dans tympanis (7)
- Laudate nomen ejus (26)
- Nunc dimittis servum tuum (7)
- O quam bonus et suavis (26)
- Stabat Mater dolorosa (7) (attribué par certains auteurs à Felice Anerio)

## Hymnes pour quatre voix
(Tous dans le Volume 8)
- Ad coenam Agni providi
- Ad preces nostras
- A solis ortu cardine
- Aurea luce
- Ave maris stella
- Christe qui lux es
- Christe Redemptor omnium (2 versions)
- Conditor alme siderum
- Decus morum dux
- Deus tuorum militum (2 versions)
- Médecin egregie
- Fr gratulemur hodie
- Exultet coelum laudibus
- Hostis impie Hérode
- Hujus obtentu
- Hymnus canoris
- Iste confesseur
- Jesu corona virginum (2 versions)
- Jesu nostra redemptio
- Lauda mater ecclesiae
- Laudibus summis
- Lucis Creator optime
- Magne pater Augustin
- Mensis Augusti
- Nunc jurat celsi
- O lux beata Trinitas
- Pange lingua gloriosi
- Petrus beatus
- Prima lux surgens
- Les prols de coelo prodiit
- Quicumque Christum quaeritis
- Quodcumque vinclis
- Rex gloriose martyrum
- Salvete flores martyrum
- Sanctorum meritis
- Tibi Christe, splendeur patris
- Tristes erant apostoli
- Urbs beata Jérusalem
- Ut queant laxis
- Veni Creator Spiritus
- Vexilla Regis prodeunt (2 versions)

## Offertoires pour cinq voix
(Tous dans le Volume 9)
- Ad te, Domine, levavi
- Afferentur regi virgines
- Angelus Domini descendit
- Anima nostra sicut
- Ascendit Deus dans jubilatione
- Assumpta hne Maria
- Ave Maria, gratia plena
- Benedicam Dominum
- Benedictie gentes
- Benedictus Domine
- Benedictus sit Deus
- Benedixisti Domine
- Bonum hne confiteri
- Confessio et pulchritudo
- Confirma hoc Deus
- Confitebor tibi Domine
- Confitebuntur coeli
- Constitue eos principes
- De profundis
- Deus conversus
- Deus enim firmavit
- Deus meus ad te
- Dextera domini fecit
- Diffusa hne gratia
- Domine convertere
- Domine Deus, in simplicitate
- Domine dans auxilium
- Elegerunt apostoli
- Exaltabo te Domine
- Expectans expectavi
- Illumina oculos meos
- Immittet angélus
- Improperium expectavit
- Dans omnem terram exivit
- In te speravi
- Inveni David
- Jubilate Deo omnis
- Jubilate Deo universa
- Justitiae Domine rectae (2 versions)
- Justorum animae
- Justus ut palma (2 versions)
- Laetamini dans Domino
- Lauda anima mea
- Laudate Dominum quia
- Meditabor dans mandatis
- Mihi autem nimis
- Oravi ad Dominum
- Perfice gressus meos
- Populum humilem
- Posuisti Domine
- Precatus hne Moyses
- Recordare mei
- Reges Tharsis et insulae
- Sacerdotes Domini
- Sanctificavit Moyses
- Scapulis suis
- Si ambulavero
- Sicut dans holocaustis
- Sperent en te omnes
- Stetit angélus
- Super flumina Babylonis
- Terra tremuit
- Tu es Petrus
- Tui sunt coeli
- Veritas mea
- Vir erat in terra

## Lamentations
Tous dans le Volume 25. Il y a 4 paramètres: (1) pour les 4 et 5 voix, (2) pour 3, 4, 5, 6, et 8 voix (3) pour les 3, 4, 5 et 6 voix, et (4) pour les 3, 4, 5, et 6 voix.
- Incipit lamentatio Jeremiae Prophetae. Aleph. Quomodo sedet.
- Vau. Et egressus est un filia Sion.
- Jod. Manum suam misit hostis.
- De lamentatione Jeremiae Prophetae. Heth. Cogitavit.
- Lamed. Matribus suis dixerunt.
- Aleph. Ego vir.
- De lamentatione Jeremiae Prophetae. Heth. Misericordiae Domini.
- Aleph. Quomodo obscuratum hne aurum.
- Incipit oratio Jeremiae Prophetae.

## Litanies
(Tous dans le Volume 26)
- Litaniae de B. Virgine Maria inest Ave Maria (3 et 4 voix)
- Litaniae de B. Virgine Maria (5 voix)
- Litaniae de B. Virgine Maria (6 voix)
- Litaniae de B. Virgine Maria (8 voix ; 2 versions)
- Litaniae deiparae Virginis inest Ave Maria (4 voix)
- Litaniae Domini (8 voix; 3 paramètres)
- Litaniae Sacrosanctae Eucharistiae (8 voix ; 2 versions)

## Psaumes
(Tous dans le Volume 26)
- Ad te levavi oculos meos (Ps. 122)
- Beati omnes qui timent Dominum (Ps. 127)
- Domine, quis habitabit (Ps. 14)
- Jubilate Deo omnis terra (Ps. 99)

## Antienne
- Salve Regina (4, 8, et 12 voix)

## Magnificat
(Tous dans le Volume 27)
- Premier ton (5 versions)
- Deuxième ton (4 versions)
- Troisième ton (4 versions), notamment une mélodie largement utilisés aujourd'hui dans l'hymne de la résurrection, la Victoire (La lutte est finie)[2]
- Quatrième tonalité (5 versions)
- Cinquième de la tonalité (5 versions)
- Sixième ton (4 versions)
- Septième de la tonalité (4 versions)
- Huitième ton (4 versions)

## Cantiones sacrae
(Tous dans le Volume 30)
- Benedictus Dominus Deus (4 voix)
- Illumina oculos (douteux; 3 voix)
- Dans Domino laetabitur (douteux; 4 voix)
- Laudate Dominum in sanctis (8 voix)
- Miserere mei, Deus (4 voix)
- O quam suavis est (4 voix)
- Vos amici mei estis (8 voix)

## Madrigaux spirituels
(Tous dans le Volume 29)
- Al fin, madre di Dio
- Amor, senza il tuo dono
- Anzi, se foco e ferro
- Cedro gentil
- Città di Dio
- Dammi, scala del ciel
- Dammi, vermiglia rosa
- Dunque divin Spiracolo
- E con i raggi etat tuoi
- E dal letto
- Ed arda ornor
- Eletta Mirra
- E quella certa speme
- E questo spirto
- E, se fourrure gia
- E, se il pensier
- E, se mai voci
- E, se nel foco
- E tua mercè
- E tu, anima mia
- E tu Signor
- Fa, che con l' acque aut
- Figlio immortel
- Giammai non resti
- Donc Ma ben, Signor
- Non basta ch' una volta
- Novella Aurora
- O cibo di dolcezza
- O Jesu dolce
- O la manne saporito
- O refrigerio acceso
- Orto che sei si chiuso
- Orto sol, che
- O solo incoronato
- Paraclito amoroso
- Pour cette raison, Signor mio
- Quanto più t' offenser' io
- Regina delle vergini
- Santo Altare
- Se amarissimo fiele
- Signor, dammi scienza
- S' io non ti conoscessi
- Specchio che fosti
- Spirito santo, Amore
- Tu fortezza di torre
- Tu sei soave fiume
- Vello di Gedeon
- Vergine bella
- Vergine chiara
- Vergine pura
- Vergine, quante lagrime
- Vergine saggia
- Vergine santa
- Vergine sola al mondo
- Vergine, conte è terra
- Vincitrice de l' empia idra
- Jesu, flos matris (30)

### Trois voix
- Jesu, Rex admirabilis (30)
- Tua Jesu dilectio (30)
- Jesu, suommo conforto (non inclus)
- Rex virtutem (non inclus)

## Madrigaux profanes
(Tous dans le Volume 28)
- Ahi che quête " occhi
- Alla riva del Tebro
- Amor, ben puoi
- Amor, che meco
- Amor, Fortuna
- Amor, quando fioria
- Ardo lungi
- Beltà, se com'
- Che debbo loin
- Che non fia
- Chiara, sì chiaro
- Chi dunque la fia
- Chi estinguera
- Com' in più negre
- Così la fama
- Così le chiome
- Da così dotta homme sei
- Deh! tracas ou
- Deh ou foss' io
- Dido chi giace
- Dolor non fu
- Donna bell' e gentil
- Donna gentil
- Donna, vostra mercede
- Ecc' oscurati
- Ecc' ove giunse
- Eran le vostre lagrime
- Febbre, ond' ou
- Fu l' ardeur grave
- Gia fu chi m' ebbe cara
- Gioia m'abond'
- Gitene liete rime
- Godete dunque
- Il dolce sonno
- Il tempo vola
- Io dovea ben
- Io felice sarei
- Io sento qui d' intorno
- Io fils ferito
- Je vaghi fiori
- Ivi vedrai
- La cruda mia
- La ver l' aurora
- Le selv' avea
- Lontan dalla mia diva
- Mai fù più cruda
- Ma voi, fioriti
- Tandis que d'un chier dolci
- Tandis que ch' al mar
- Mirate altrove
- Morì quasi il mio core
- Nè spero
- Nessun visse giammai
- Non fils le vostre mani
- O bella Ninfa
- O che splendeur
- Ogni beltà
- Ogni loco
- Oh! felici minerai de
- O moi felice
- Onde seguendo
- Ovver de' sensi
- Partomi donna
- Perchè s' annida
- Par mostrar gioia
- Pero contento
- Placide l' acque
- Poscia che
- Poser des nations unies gran foco
- Prima vedransi
- Prima vedrassi
- Privo di fede
- Quai de la rime
- Quando dal cielo terzo
- Quando fe loro
- Queste saranno
- Questo doglioso
- Rara beltà
- Rime, dai sospir
- Saggio e santo pastor
- Se ben non veggon
- Se di pianti
- Se fra quête "erb'
- Se lamentar
- Se " l pensier
- Se non fusse il pensier
- Si è debile il filo
- S' i' 'l dissi mai
- Soave fia il morir
- Struggomi
- S' onu sguardo
- Vaghi pensier
- Vedrassi prima
- Veramente dans amore
- Vestiva i colli

## Cantiones profanae
(Tous dans le Volume 30)
- Amor, se pur sei dio (4 voix)
- Anima, dove sei (5 voix)
- Chiare, fresche e dolci acque (4 voix)
- Con dolce, altiero ed amoroso cenno (4 voix)
- Da fuoco così bel (4 voix)
- Donna, presso al cui viso (5 voix)
- Dunque perfido amante (5 voix)
- Il caro è morto (5 voix)
- Non fu gia suon di trombe (5 voix)
- Quand', ecco, donna (5 voix)
- Se dai soavi accenti (4 voix)
- Voi mi poneste dans fuoco (4 voix)